# Saint-Étienne-de-Boulogne
Pour les articles homonymes, voir Saint-Étienne (homonymie) et Boulogne.
Saint-Étienne-de-Boulogne est une commune française, située dans le département de l'Ardèche en région Auvergne-Rhône-Alpes.
Ses habitants sont appelés les Stéphanois-Boulonnais.

## Géographie

### Situation et description
Saint-Étienne-de-Boulogne est un petit village à l'aspect essentiellement rural, ou pavillonnaire selon les quartiers, de la communauté de communes du Bassin d'Aubenas, situé dans la partie méridionale du département de l'Ardèche.

### Climat
Pour des articles plus généraux, voir Climat d'Auvergne-Rhône-Alpes et Climat de l'Ardèche.
En 2010, le climat de la commune est de type climat méditerranéen franc, selon une étude du CNRS s'appuyant sur une série de données couvrant la période 1971-2000. En 2020, Météo-France publie une typologie des climats de la France métropolitaine dans laquelle la commune est exposée à un climat de montagne ou de marges de montagne et est dans la région climatique Provence, Languedoc-Roussillon, caractérisée par une pluviométrie faible en été, un très bon ensoleillement (2 600 h/an), un été chaud (21,5 °C), un air très sec en été, sec en toutes saisons, des vents forts (fréquence de 40 à 50 % de vents > 5 m/s) et peu de brouillards.
Pour la période 1971-2000, la température annuelle moyenne est de 11,3 °C, avec une amplitude thermique annuelle de 16,9 °C. Le cumul annuel moyen de précipitations est de 1 320 mm, avec 7,5 jours de précipitations en janvier et 5 jours en juillet. Pour la période 1991-2020, la température moyenne annuelle observée sur la station météorologique de Météo-France la plus proche, « Antraigues Sa », sur la commune de Vallées d'Antraigues - Asperjoc à 8 km à vol d'oiseau, est de 12,5 °C et le cumul annuel moyen de précipitations est de 1 556,3 mm,. Pour l'avenir, les paramètres climatiques de la commune estimés pour 2050 selon différents scénarios d'émission de gaz à effet de serre sont consultables sur un site dédié publié par Météo-France en novembre 2022.

### Hydrographie
Le territoire est traversé dans toute sa longueur par, la Boulogne, un affluent de l'Ardèche et dont elle abrite la source au col de l'Escrinet.

### Voies de communication
Le territoire communal est traversé par l'ancienne RN 104, reclassé en RD 104 par application du décret du 5 décembre 2005. Cette route relie la commune à celle du  Pouzin et d'Aubenas.

## Urbanisme

### Typologie
Au 1er janvier 2024, Saint-Étienne-de-Boulogne est catégorisée commune rurale à habitat dispersé, selon la nouvelle grille communale de densité à 7 niveaux définie par l'Insee en 2022.
Elle est située hors unité urbaine. Par ailleurs la commune fait partie de l'aire d'attraction d'Aubenas, dont elle est une commune de la couronne,. Cette aire, qui regroupe 68 communes, est catégorisée dans les aires de 50 000 à moins de 200 000 habitants,.

### Occupation des sols

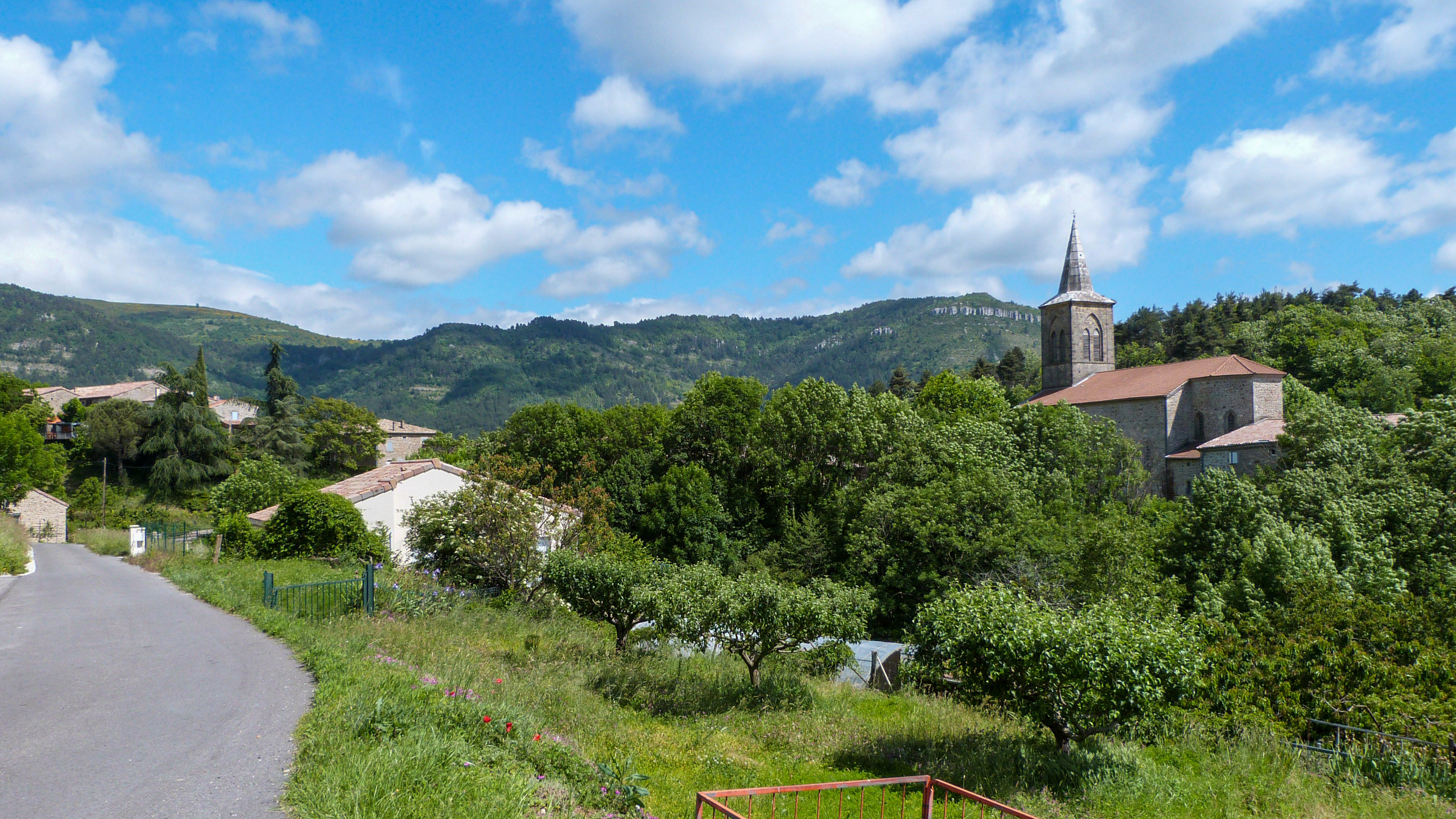
Vue générale du village en juin 2024.

L'occupation des sols de la commune, telle qu'elle ressort de la base de données européenne d’occupation biophysique des sols Corine Land Cover (CLC), est marquée par l'importance des forêts et milieux semi-naturels (68,9 % en 2018), une proportion identique à celle de 1990 (68,9 %). La répartition détaillée en 2018 est la suivante : 
forêts (44,1 %), prairies (25,3 %), milieux à végétation arbustive et/ou herbacée (24,8 %), zones agricoles hétérogènes (5,4 %), cultures permanentes (0,4 %).
L'évolution de l’occupation des sols de la commune et de ses infrastructures peut être observée sur les différentes représentations cartographiques du territoire : la carte de Cassini (XVIIIe siècle), la carte d'état-major (1820-1866) et les cartes ou photos aériennes de l'IGN pour la période actuelle (1950 à aujourd'hui).

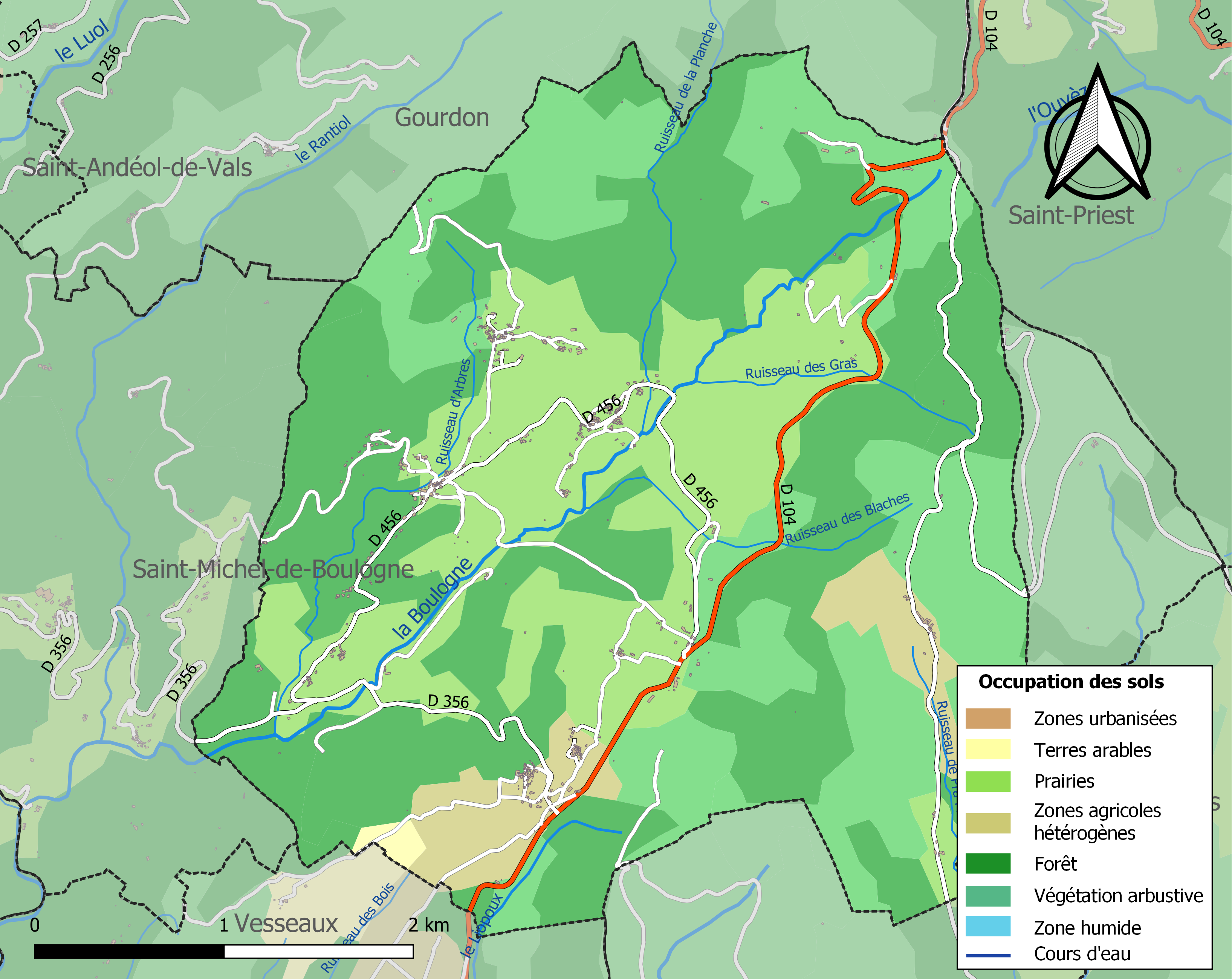
Carte des infrastructures et de l'occupation des sols de la commune en 2018 (CLC).

### Risques naturels

#### Risques sismiques
La totalité du territoire de la commune de Saint-Étienne-de-Boulogne est situé en zone de sismicité no 3 (sur une échelle de 1 à 5), comme la plupart des communes situées dans la vallée du Rhône et la Basse Ardèche, mais en limite orientale de la zone no 2 qui correspond au plateau ardéchois.
| Type de zone | Niveau            | Définitions (bâtiment à risque normal) |
| ------------ | ----------------- | -------------------------------------- |
| Zone 3       | Sismicité modérée | accélération = 1,1 m/s2                |

## Politique et administration

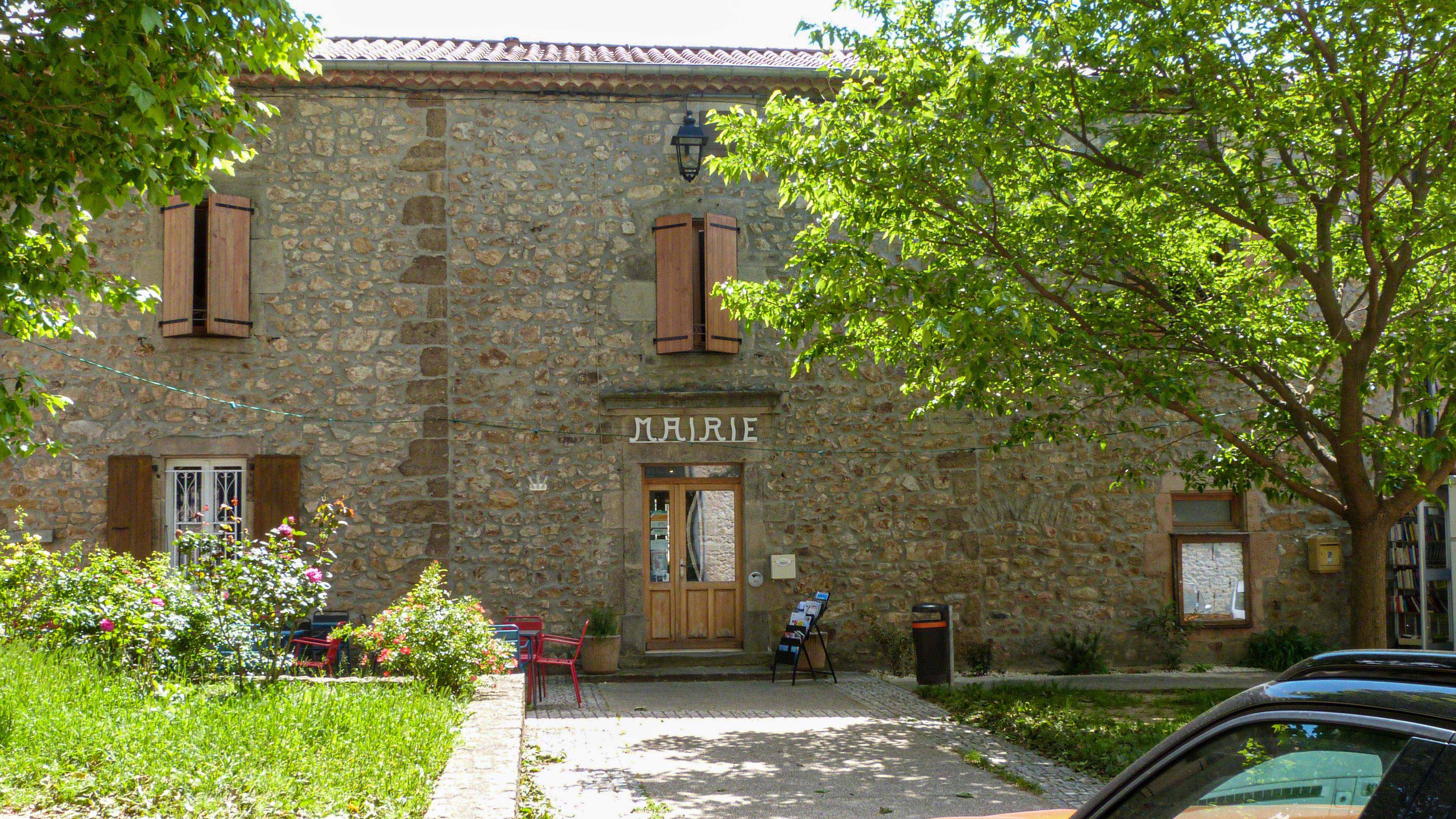
La mairie.

### Administration municipale
- Eau et assainissement :

la commune gère en régie son réseau de distribution d'eau. Elle assure aussi l'assainissement collectif de tout ou partie de plusieurs hameaux (Auzon, Auriolles, le Pradal, le chef-lieu). Le service public d'assainissement non collectif est intercommunal, et a été délégué via la communauté de communes de la Roche de Gourdon, au syndicat Eyrieux clair, domicilié au Cheylard.

### Liste des maires
| Période                                  | Période   | Identité         | Étiquette | Qualité |
| ---------------------------------------- | --------- | ---------------- | --------- | --- |
| Les données manquantes sont à compléter. |           |                  |           | |
| 1945                                     | 1965      | Marius Dubois    | DVD       | |
| 1965                                     | 1971      | Maurice Hugonnet | DVD       | |
| 1971                                     | 1981      | Roger Paolacci   | DVD       | |
| 1981                                     | mars 2001 | André Nury       | DVD       | |
| 2001                                     | 2020      | Franck Brechon   | DVG       | Vice-président du parc naturel régional des Monts d'Ardèche (2004-2008) puis président (2008-2011) Président de la communauté de communes de la Roche de Gourdon (2006-2008) puis premier vice-président (2008-) |
| 2020                                     | En cours  | Georges Antony   | DVD       | |

## Population et société

### Démographie
L'évolution du nombre d'habitants est connue à travers les recensements de la population effectués dans la commune depuis 1793. Pour les communes de moins de 10 000 habitants, une enquête de recensement portant sur toute la population est réalisée tous les cinq ans, les populations de référence des années intermédiaires étant quant à elles estimées par interpolation ou extrapolation. Pour la commune, le premier recensement exhaustif entrant dans le cadre du nouveau dispositif a été réalisé en 2007.

En 2022, la commune comptait 404 habitants, en évolution de +1,25 % par rapport à 2016 (Ardèche : +2,48 %, France hors Mayotte : +2,11 %).
| 1793 | 1800 | 1806 | 1821 | 1831 | 1836  | 1841  | 1846  | 1851  |
| ---- | ---- | ---- | ---- | ---- | ----- | ----- | ----- | ----- |
| 812  | 751  | 800  | 839  | 947  | 1 064 | 1 054 | 1 095 | 1 014 |

| 1856 | 1861 | 1866 | 1872 | 1876 | 1881 | 1886 | 1891 | 1896 |
| ---- | ---- | ---- | ---- | ---- | ---- | ---- | ---- | ---- |
| 931  | 913  | 860  | 880  | 876  | 830  | 823  | 792  | 802  |

| 1901 | 1906 | 1911 | 1921 | 1926 | 1931 | 1936 | 1946 | 1954 |
| ---- | ---- | ---- | ---- | ---- | ---- | ---- | ---- | ---- |
| 739  | 702  | 682  | 557  | 502  | 444  | 435  | 402  | 342  |

| 1962 | 1968 | 1975 | 1982 | 1990 | 1999 | 2006 | 2007 | 2012 |
| ---- | ---- | ---- | ---- | ---- | ---- | ---- | ---- | ---- |
| 298  | 280  | 251  | 255  | 240  | 297  | 337  | 343  | 384  |

| 2017 | 2022 | - | - | - | - | - | - | - |
| ---- | ---- | - | - | - | - | - | - | - |
| 404  | 404  | - | - | - | - | - | - | - |

### Enseignement
La commune est rattachée à l'académie de Grenoble.
- Équipements scolaires : la commune gère une école en regroupement pédagogique avec la commune de Saint-Michel-de-Boulogne. La classe maternelle est implantée à Saint-Etienne-de-Boulogne et regroupe 25 enfants à la rentrée 2011. Les deux classes élémentaires sont à Saint-Michel-de-Boulogne et scolarisent une quarantaine d'enfants. Une cantine et une garderie périscolaire permettent l'accueil des enfants de 8 h à 18 h tous les jours scolaires.

### Médias
La commune est située dans la zone de distribution de deux organes de la presse écrite :
- L'Hebdo de l'Ardèche

Il s'agit d'un journal hebdomadaire français basé à Valence et diffusé à Privas depuis 1999. Il couvre l'actualité de tout le département de l'Ardèche.
- Le Dauphiné libéré

Il s'agit d'un journal quotidien de la presse écrite française régionale distribué dans la plupart des départements de l'ancienne région Rhône-Alpes, notamment l'Ardèche. La commune est située dans la zone d'édition de Privas.

### Cultes

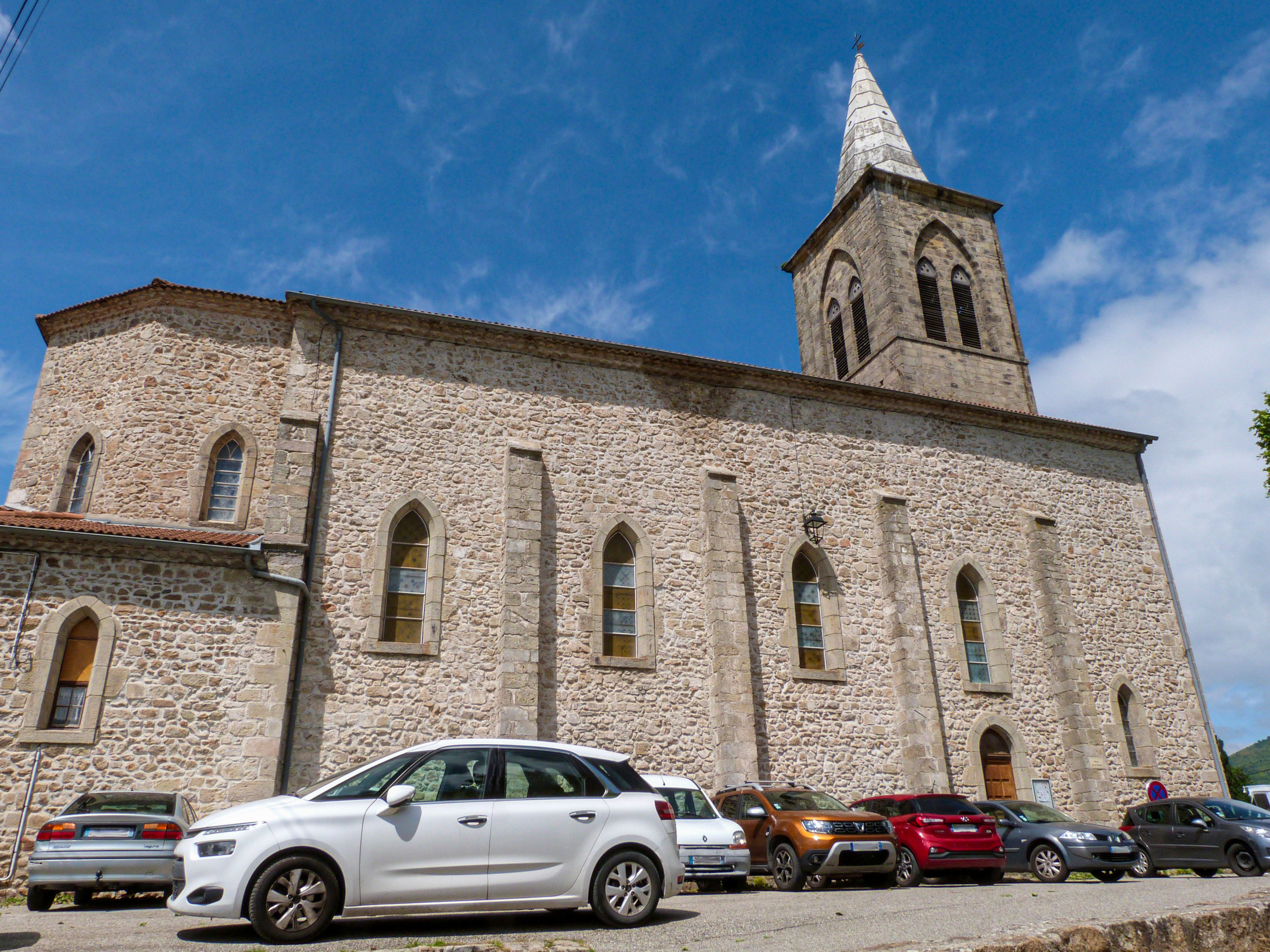
Église Saint-Étienne-de-Boulogne en juin 2024.

La communauté catholique et l'église de Saint-Étienne-de-Boulogne (propriété de la commune) sont rattachées à la paroisse Saint Benoît d’Aubenas qui est, elle-même rattachée au diocèse de Viviers.

## Culture locale et patrimoine

### Lieux et monuments
- Le col de l'Escrinet, passage de la route entre Aubenas et Privas.
- La chèvre de l'Escrinet, sculpture réalisée par M. Chipon.
- Église Saint-Étienne de Saint-Étienne-de-Boulogne, construite en lieu et place d'une église romane à la fin du XIXe siècle.
- Chapelle Notre-Dame-de-l'Espérance de Pramailhet.

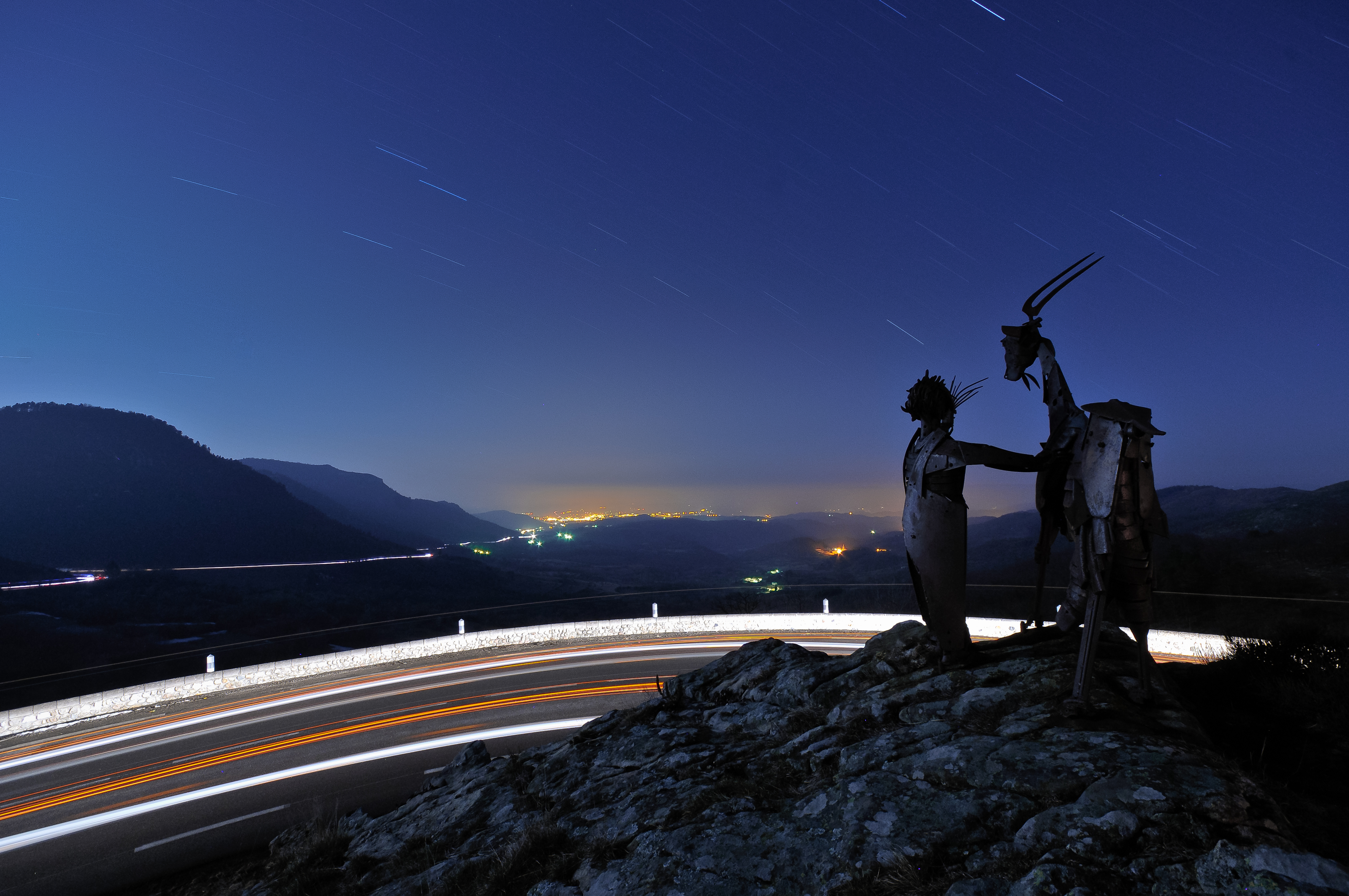
La Chèvre de l'Escrinet de nuit.
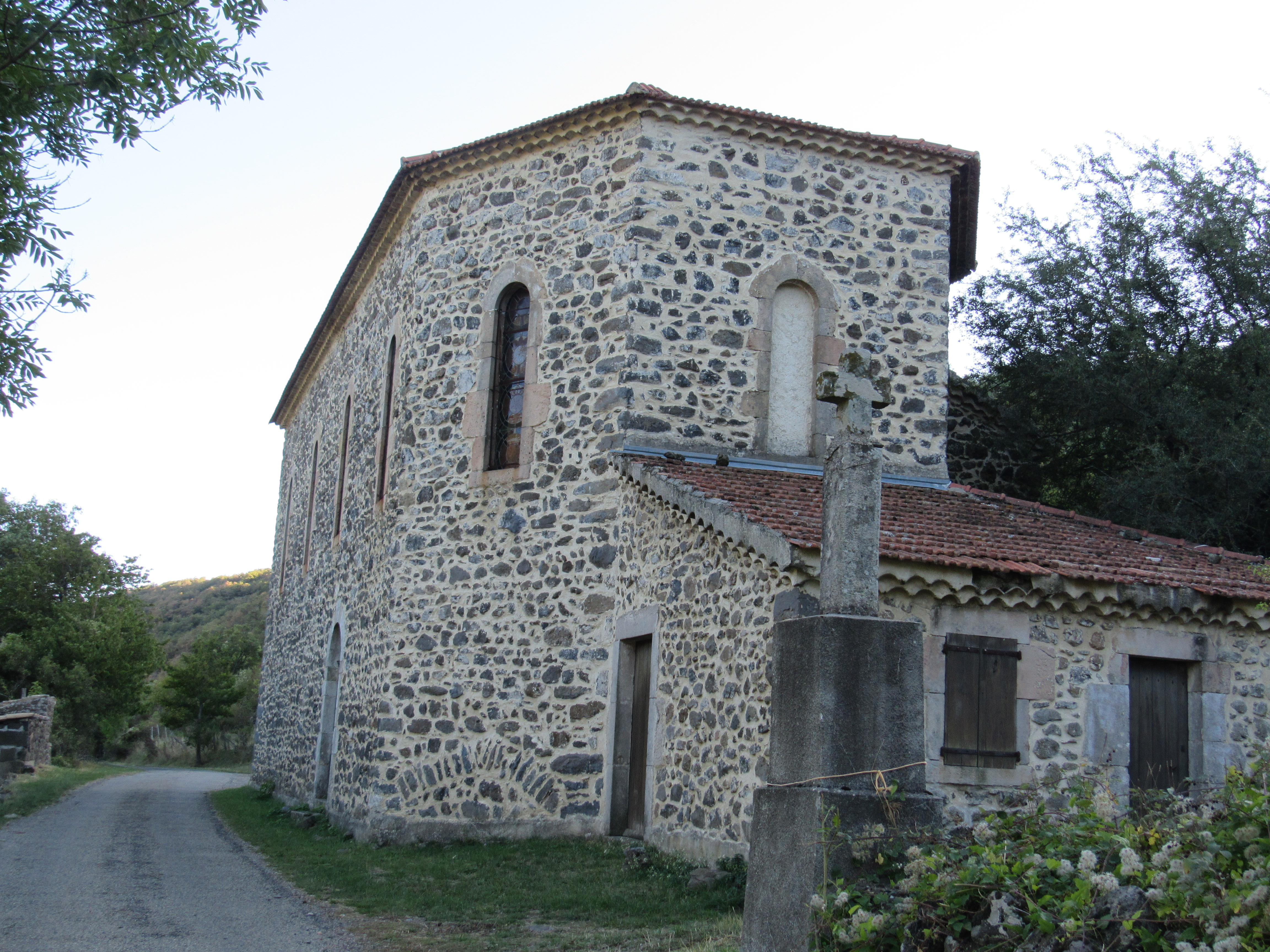
Envers de la chapelle de Pramailhet.

### Personnalités liées à la commune
- Le 29 septembre 1895, le tueur en série Joseph Vacher assassina puis viola le berger Pierre Massot-Pelé, 14 ans.

### Héraldique
| Blason de Saint-Étienne-de-Boulogne | Blason  | De gueules à la bande d'or chargée d'une fouine d'azur. |
| Blason de Saint-Étienne-de-Boulogne | Détails |                                                         |